# مهرجان تورينو السينمائي
مهرجان تورينو السينمائي (ويسمى أيضًا مهرجان تورين السينمائي، TFF)، مهرجان سينمائي دولي يقام سنويًا في مدينة تورينو في إيطاليا في شهر نوفمبر من كل عام. ثاني أكبر مهرجان سينمائي إيطالي بعد مهرجان البندقية السينمائي. أسسه عام 1982 أستاذ السينما والناقد السينمائي جياني روندولينو باسم مهرجان جيوفاني للسينما الدولية أو مهرجان السينما الشابة. من بين مدراء المهرجان ألبرتو باربيرا، وستيفانو ديلا كاسا [الإنجليزية]، وجوليا داجنولو [الإنجليزية]، وروبرتو توريلياتو [الإنجليزية]، وناني موريتي، وجياني أميليو، وباولو فيرزي. 

## تاريخ
أسس جياني روندولينو مهرجان جيوفاني للسينما الدولية عام 1982 في مدينة تورينو أيام كانت تمر بانكماش في الاقتصاد. جذب المهرجان أسماء كبيرة في عالم السينما فساعد على تنشيط المدينة اقتصاديًا وثقافيًا. أول مديرين للمهرجان كانا روندولينو وأنسانو غياناريلي. صار اسم المهرجان عام 1998 مهرجان تورينو السينمائي. عُين المخرج السينمائي ناني موريتي مديرًا عام 2007 على أمل تسليط الضوء على المهرجان دوليًا. ترك موريتي منصبه بعد دورتين عام 2008 ليركز على عمله في صناعة الأفلام، وخلفه في الإدارة جياني أميليو.
أقيمت الدورة التاسعة والثلاثون للمهرجان بين 27 نوفمبر و 4 ديسمبر 2021. افتُتح بفيلم رسوم متحركة موسيقي كوميدي اسمه هواة الغناء 2 للمخرج جارث جينينغز، وكرمت فيه الممثلة الإيطالية مونيكا بيلوتشي بجائزة الإنجاز على مجمل أعمالها.

## روابط خارجية
- الموقع الرسمي
- مهرجان تورينو السينمائي على موقع IMDb (الإنجليزية)